# 承德县
承德县位于中国河北省北部、滦河中游，是承德市下辖的一个县。縣人民政府駐下板城镇下板城大街。

## 历史
清朝雍正元年（1723年）属热河直隶厅；乾隆四十三年（1778年）设承德府；后隶属热河都统。中华民国北京政府在1913年二月裁府置承德县。

## 人口
第七次人口普查顯示，截至2020年11月1日，承德縣常住人口為340579人。

## 妇女权益
2008年起全国妇联和联合国人口基金以承德县和湖南省浏阳市和全国唯二试点，建立全国唯二针对中国性暴力的试点法院、政府热线，2014年承德县人民法院出台《承德县关于加强家庭暴力受暴妇女人身安全保护的工作意见》是全国首个县级针对性暴力的法规。

## 地理

### 气候
年均气温7.5℃，年降水量550毫米。

## 行政区划
承德县下辖12个镇、9个乡、2个民族乡：
下板城镇、甲山镇、六沟镇、三沟镇、头沟镇、高寺台镇、鞍匠镇、三家镇、磴上镇、上谷镇、新杖子镇、石灰窑镇、东小白旗乡、刘杖子乡、孟家院乡、大营子乡、八家乡、满杖子乡、五道河乡、岔沟乡、岗子满族乡、两家满族乡和仓子乡。